# گارد ملی ارتش
گارد ملی ارتش (انگلیسی: Army National Guard) یک سازمان شبه‌نظامی و نیروی ذخیره نظامی در دولت فدرال ایالات متحده است، که به ۲ بخش مختلف تقسیم می‌شود و بطور همزمان زیر نظر ۲ سازمان مختلف شامل؛ گارد ملی ایالات متحده آمریکا و نیز گارد ملی ارتش (که در هر ایالت مستقر می‌باشد و تحت نظر فرماندار هر ایالت قرار دارد) فعالیت می‌کند. گارد ملی ارتش به واحدهای فرعی مختلف، مستقر در هر ایالت و قلمرو ایالات متحده، که تحت نظر فرمانداران مربوطه اداره می‌شود، تقسیم می‌گردد. پیشینه شکل‌گیری گارد ملی ارتش به سال ۱۶۹۲ بازمی‌گردد، که فعالیت خود را در شهر سیلم، ماساچوست آغاز کرد. ستاد مرکزی گارد ملی ارتش در شهر آرلینگتون، ویرجینیا مستقر می‌باشد.